# 20 novembre
Pour les articles homonymes, voir Vingt-Novembre.
20 octobre 20 décembre
Chronologies thématiques
- Croisades
- Ferroviaires
- Sports
- Disney
- Anarchisme
- Catholicisme

Abréviations / Voir aussi
- (° 1852) = né en 1852
- († 1885) = mort en 1885
- a.s. = calendrier julien
- n.s. = calendrier grégorien
- Calendrier
- Calendrier perpétuel
- Liste de calendriers
- Naissances du jour

Le 20 novembre est le 324e jour de l'année du calendrier grégorien, le 325e en cas d'année bissextile. Il reste 41 jours avant la fin de l'année.
C'était généralement l'équivalent du 30 brumaire du calendrier républicain ou révolutionnaire français, officiellement dénommé jour du rouleau (instrument agricole).

## Événements

### IIIesiècle
- 284 : Dioclétien est proclamé empereur romain.

### XIIesiècle
- 1194 : Palerme est prise par l'empereur Henri VI.

### XVesiècle
- 1441 : une paix à Crémone met fin à la guerre entre la république de Venise et le duché de Milan après l'entreprise vénitienne victorieuse (et le génie militaire des Galeas per montes).
- 1492 : le duc de Ferrare Hercule Ier d'Este accueille de nombreux Juifs séfarades expulsés d'Espagne et du Portugal.

### XVIesiècle
- 1542 : promulgation des Leyes Nuevas.

### XVIIIesiècle
- 1759 : bataille des Cardinaux, victoire de la marine Britannique sur les Français,
- 1794 : la bataille de la Sierra Negra se termine par une victoire des Français sur les Espagnols.

### XIXesiècle
- 1815 : second traité de Paris, fin définitive du Premier Empire napoléonien.
- 1845 : bataille de la Vuelta de Obligado.

### XXesiècle
- 1910 : début de la Révolution mexicaine.
- 1917 : 
  - proclamation de la République populaire ukrainienne.
  - début de la bataille de Cambrai (Première Guerre mondiale).
- 1942 : arrestation du Général Weygand (Seconde Guerre mondiale).
- 1944 : Bataille de Metz
- 1945 : ouverture du procès de Nuremberg.
- 1947 : mariage d'Élisabeth d'Angleterre et de Philip Mountbatten.
- 1952 : ouverture des Procès de Prague inspirés des purges staliniennes des années 1930[1].
- 1959 :
  - proclamation de la Déclaration des droits de l'enfant.
  - décret créant le nouveau franc français.[réf. souhaitée]
- 1962 : levée officielle du blocus de Cuba par les États-Unis, pendant la crise de Cuba.
- 1979 : début de la prise de la Grande Mosquée de La Mecque.
- 1989 : adoption de la Convention relative aux droits de l'enfant.
- 1991 : proclamation de Norodom Sihanouk comme chef de l'État cambodgien[2].

### XXIesiècle
- 2015 : attentat du Radisson Blu de Bamako, pendant la guerre du Mali.
- 2019 : en Éthiopie, un référendum sur la création d'une nouvelle région à part entière a lieu dans la zone Sidama, l'une des quinze zones de la région des nations, nationalités et peuples du Sud (RNNPS) du pays[3].
- 2022 : 
  - en Guinée équatoriale, l' élection présidentielle afin d'élire le chef de l'État[4] et simultanément les élections parlementaires se déroulent afin de renouveler les deux chambres du Parlement du pays[5]. Le président Teodoro Obiang Nguema Mbasogo est réélu avec 94,9 % des voix et son parti remporte la totalité des sièges de la Chambre des députés et du Sénat[6].
  - au Kazakhstan, Kassym-Jomart Tokaïev est réélu lors de l'élection présidentielle du pays[7].
  - au Népal, les élections législatives ont lieu afin d'élire les 275 députés de la Chambre des représentants du pays[8].

## Arts, culture et religion
- 1805 : première représentation de l'opéra Fidelio, de Ludwig van Beethoven, au Theater an der Wien, à Vienne en Autriche.
- 1834: fondation de l'Université libre de Bruxelles, par Théodore Verhaegen.
- 1929 : première exposition parisienne de Salvador Dalí, à la galerie Goemans (catalogue préfacé par André Breton)[9].
- 1952 : élection du maréchal Alphonse Juin à l'Académie française.
- 1984 : première prépublication du manga Dragon Ball, dans la revue Weekly Shōnen Jump.
- 1993 : réouverture au public du musée du Louvre à Paris avec sa nouvelle aile dite "Richelieu" côté rue de Rivoli récemment inaugurée par le président français Mitterrand après avoir été récupérée sur le ministère de l'économie, des finances et du budget quant à lui déplacé vers le nouvel ensemble architectural du quartier périphérique de Bercy toujours rive droite de la Seine mais plus en amont dans le 12e arrondissement de la capitale. 40 000 visiteurs répondent présent(e)(s) à cette réouverture du plus grand musée au monde[10].
- 2001 : sortie au cinéma du film français de comédie de société « Tanguy » au lendemain de la saint-Tanguy, avec le jeune Éric Berger, Sabine Azéma, André Dussollier et Hélène Duc, film inspiré à son réalisateur auteur Étienne Chatiliez par le fait divers d’une Italienne ayant chassé son fils de 31 ans de chez elle mais celui-ci ayant traîné sa génitrice en Justice et y obtenu qu’elle le ré-héberge[11].
- 2004 : réouverture du Museum of Modern Art agrandi à New York par l'architecte japonais Yoshio Taniguchi[12].

## Sciences et techniques
- 1953 : Albert Scott Crossfield atteint pour la première fois Mach 2, à bord du Douglas Skyrocket.
- 1998 : la fusée russe Proton pose le premier élément de la station spatiale internationale (l'ISS).

## Économie et société
- 1820 : naufrage de l'Essex, heurté à deux reprises par un cachalot de 26 mètres.
- 1985 : sortie de Windows 1.0.
- 2016 :
  - accident ferroviaire à Pukhrayan.

- - incendie de la Halle de la Madeleine, à Nantes, où était installée La Cantine.
- 2022 : au Qatar, cérémonie d'ouverture de la Coupe du monde de football (logo)[13].

## Naissances

### IIIesiècle
- Vers 270 : Maximin II Daïa (imperator Cæsar Gaius Valerius Galerius Maximinus Pius Felix Invictus Augustus, en latin), tétrarque politique romain qui occupe la fonction d'empereur romain, César de 305 à 310 puis Auguste de 306 / 310 à une défaite militaire et quasiment sa mor† (en août 313).

### Xesiècle
- 939 : Song Taizong (赵光义), empereur de Chine de 976 à 997 († 8 mai 997).

### XVesiècle
- 1470 : Trifone Gabriel, humaniste italien († 20 octobre 1549).

### XVIesiècle
- 1552 : Gilbert Talbot, 7e comte de Shrewsbury, noble anglais († 8 mai 1616).
- 1562 : Bernardo de Balbuena, poète espagnol († 11 octobre 1627).
- 1563 : Sophie de Wurtemberg, duchesse de Saxe-Weimar de 1583 à 1590 († 21 juillet 1590).
- 1586 : Polykarp Leyser II (de), théologien allemand († 15 janvier 1633).
- 1591 : Georges-Albert II de Brandebourg, margrave de Brandebourg († 29 novembre 1615).
- 1597 : Theodor Zwinger, théologien suisse († 27 décembre 1654).

### XVIIesiècle
- 1602 : Otto von Guericke, scientifique et homme politique allemand († 11 mai 1686).
- 1603 : Fasilädäs (ፋሲለደስ), empereur d'Éthiopie de 1632 à 1667 († 18 octobre 1667).
- 1620 : Avvakoum (Аввакум Петров Кондратьев), prêtre et saint de l’Église orthodoxe russe († 14 avril 1682).
- 1622 : Bernhard Schultze (de), juriste allemand († 30 décembre 1687).
- 1624 : Gottfried d'Iéna (de), diplomate et homme politique allemand († 8 janvier 1703).
- 1625 :
  - Tønne Huitfeldt, général norvégien († 12 septembre 1677).
  - Paulus Potter, peintre allemand († 17 janvier 1654).
  - Artus Quellinus le Jeune, sculpteur flamand († 30 novembre 1700).
- 1627 : Charlotte de Hesse-Cassel, princesse allemande († 26 mars 1686).
- 1629 : Ernest-Auguste de Hanovre, duc de Brunswick-Lunebourg et prince de Calenberg de 1679 à 1698 († 23 janvier 1698).
- 1647 : Jan van Huchtenburg, peintre et graveur néerlandais († 2 juillet 1733).
- 1652 : Romanus Weichlein, compositeur et violoniste autrichien (8 septembre 1706).
- 1656 : Éléonore-Charlotte de Wurtemberg-Montbéliard, duchesse de Oels-Württemberg († 13 avril 1743).
- 1657 : Philippe Prosper d'Autriche, infant d'Espagne († 1er novembre 1661).
- 1660 : Daniel Ernst Jablonski, théologien allemand († 25 mai 1741).

### XVIIIesiècle
- 1711 : Ignazio Cirri (it), organiste et compositeur italien († 13 juillet 1787).
- 1715 : Pierre Charles Le Monnier, astronome et géophysicien français († 3 avril 1799).
- 1726 : Oliver Wolcott, homme politique et militaire américain, gouverneur du Connecticut de 1796 à 1797 († 1er décembre 1797).
- 1727 : Maria Josefa von Harrach (de), princesse de Liechtenstein puis princesse de Lobkowicz († 15 février 1788).
- 1733 : Philip Schuyler, militaire et homme politique américain († 18 novembre 1803).
- 1737 : Johann Jacob Ebert (de), mathématicien, astronome et homme de lettres allemand († 18 mars 1805).
- 1739 : Jean-François de La Harpe, écrivain et critique helvético-français († 11 février 1803).
- 1741 : Christian Friedrich Schmidt (de), philosophe et théologien allemand († 19 mai 1778).
- 1744 : Ferdinando Maria Saluzzo, cardinal italien († 3 novembre 1816).
- 1748 : Jean-François de Bourgoing, diplomate, écrivain et traducteur français († 20 juillet 1811).
- 1750 : Tipû Sâhib, sultan de Mysore de 1782 à 1799 († 4 mai 1799).
- 1752 : Thomas Chatterton, poète et mystificateur anglais († 24 août 1770).
- 1755 :
  - Franz Josef Gassmann (de), éditeur et libraire suisse († 7 mars 1802).
  - Stanisław Kostka Potocki, noble, homme politique, écrivain, collectionneur et mécène polonais († 14 septembre 1821).
- 1758 :
  - Alexandre Balthazar Laurent Grimod de La Reynière, avocat, journaliste, feuilletoniste et écrivain français († 25 décembre 1838).
  - Georg Friedrich Fickert (de), prêtre et écrivain allemand († 6 mai 1815).
- 1760 : José Félix de Restrepo, pédagogue, magistrat et juriste colombien († 23 septembre 1832).
- 1761 :
  - Felice Borroni (it), homme d’affaires italien († 27 mai 1840).
  - Pie VIII (Francesco Saverio Maria Felice Castiglioni dit), 253e pape, en fonction de 1829 à 1830 († 30 novembre 1830).
- 1762 : Pierre-André Latreille, entomologiste français († 6 février 1833).
- 1763 : Louis-Alexandre Berthier, maréchal d'Empire français († 1er juin 1815).
- 1765 : Thomas Fremantle, militaire et homme politique anglais († 19 décembre 1819).
- 1769 : Annibale Giordano, mathématicien et révolutionnaire italo-français († 13 mars 1835).
- 1776 : Ignaz Schuppanzigh, violoniste et chef d'orchestre autrichien († 2 mars 1830).
- 1779 : Franz Haniel, industriel allemand († 24 avril 1868).
- 1781 :
  - Karl Friedrich Eichhorn, juriste allemand († 4 juillet 1854).
  - Bartolomeo Pinelli, peintre italien († 1er avril 1835).
- 1784 :
  - Cristoforo Ferretti (it), homme politique et militaire italien († 23 juillet 1869).
  - Marianne von Willemer, soprano et danseuse autrichienne († 6 décembre 1860).
- 1787 : Johann Nikolaus von Dreyse, armurier allemand († 9 décembre 1867).
- 1788 : Félix Varela, prélat cubano-américain († 25 février 1853).
- 1791 : Ferrante Aporti, théologien, pédagogue et homme politique italien († 14 novembre 1858).
- 1794 : Eduard Rüppell, naturaliste et explorateur allemand († 10 décembre 1884).
- 1797 : María de los Remedios de Escalada, épouse de José de San Martín († 3 août 1823).
- 1798 : Cornelis Backer (it), homme politique italien († 30 juin 1864).

### XIXesiècle
- 1801 : Mungo Ponton, chimiste écossais († 3 août 1880).
- 1802 : Giovanni Maria Finazzi (it), historien italien († 26 mai 1877).
- 1804 : Friedrich Paschen (de), géodésien et astronome allemand († 24 août 1873).
- 1807 :
  - Matteo Camera (it), historien, antiquaire et numismate italien († 2 décembre 1891).
  - Peter Tidemand Malling (en), libraire et éditeur norvégien († 19 avril 1878).
- 1808 :
  - Albert Kazimirski de Biberstein, écrivain, traducteur et linguiste orientaliste polono-français († 22 juin 1887).
  - Jacques Alexandre Bixio, agronome et homme politique italo-français († 16 décembre 1865).
- 1809 : Gustav Koerner (en), juriste et homme politique américain, ambassadeur en Espagne de 1862 à 1864 († 9 avril 1896).
- 1810 : Christian Johann Heinrich Schmidt (de), conducteur de trains allemand († 18 octobre 1885).
- 1811 : Friedrich Apfelstedt, prêtre et explorateur allemand († 12 janvier 1892).
- 1813 : Franc Miklošič, philologue et linguiste slovène († 7 mars 1891).
- 1815 :
  - Alfred d'Alton, militaire français († 31 mai 1866).
  - Franz von John (it), militaire et homme politique autrichien († 25 mai 1876).
- 1817 :
  - Benjamin Champney (en), peintre américain († 11 décembre 1907).
  - Jacobus Isaac Doedes (de), théologien néerlandais († 19 décembre 1897).
  - Antonio Dozzi (it), homme politique italien († 25 décembre 1885).
  - Genova Giovanni Thaon di Revel, militaire et homme politique italien († 3 septembre 1910).
- 1818 : Karol Szajnocha, écrivain et historien polonais († 10 janvier 1868).
- 1819 : Georg Gustav Ludwig August Mylius (de), missionnaire allemand († 21 mai 1887).
- 1820 :
  - Raffaello Foresi (it), écrivain italien († 12 octobre 1876).
  - Johann Wilhelm Greven (de), éditeur et libraire allemand († 3 février 1893).
  - Vincenzo Lombardi (it), soldat italien († 26 novembre 1906).
  - Antonio Aguilar y Vela (es), astronome espagnol († 5 juillet 1882).
- 1822 : Giulio Andrea Pirona (it), naturaliste, géologue et paléontologue italien († 28 décembre 1895).
- 1823 :
  - Edmond Dédé, violoniste et compositeur créole américain († 4 janvier 1901).
  - Klara Weise (de), auteure allemande († 18 juillet 1890).
- 1824 : Sydenham Elnathan Ancona (de), homme politique américain († 20 juin 1913).
- 1825 :
  - Enrico Cenni (it), juriste, historien et auteur italien († 27 juillet 1903).
  - António de Serpa Pimentel, homme politique portugais, président du Conseil des ministres du Portugal en 1890 († 2 mars 1900).
- 1826 : Alessandro Ademollo (it), auteur italien († 22 juin 1891).
- 1827 :
  - Achille Manara, cardinal italien († 15 février 1906).
  - Nikanor (it) (Aleksandr Ivanovič Brovkovič ou Александр Иванович Бровкович dit), moine, théologien et philosophe, archevêque d’Odessa († 27 décembre 1890).
- 1834 :
  - Marie de Bade, princesse allemande († 21 novembre 1899).
  - Elizabeth Trubetskaya (ru) (Елизавета Эсперовна Белосельская-Белозерская), noble russe († 30 mars 1907).
- 1838 : William Painter, ingénieur américain († 15 juillet 1906).
- 1839 : Christian Wilberg, peintre allemand († 3 juin 1882).
- 1840 :
  - Augustin Avrial, homme politique et communard français († 13 décembre 1904).
  - Carlo Cantoni (it), homme politique italien († 11 septembre 1906).
- 1841 :
  - Victor D'Hondt, juriste et mathématicien belge († 30 mai 1901).
  - Wilfrid Laurier, homme politique et avocat canadien, 7e Premier ministre du Canada de 1896 à 1911 († 17 février 1919).
  - Carl Berner (de), homme politique norvégien († 25 mai 1918).
- 1842 : Cesare Parenzo, avocat et homme politique italien († 15 avril 1898).
- 1844 : Gian Pietro Porro, explorateur italien († 9 avril 1886).
- 1846 : Josep Tolosa, médecin et joueur d'échecs et écrivain espagnol († 28 avril 1916).
- 1848 : Jean-Marie Boccardo, prêtre italien († 30 décembre 1913).
- 1850 :
  - José Mariano Astigueta (es), médecin et homme politique argentin, ministre de la Justice en 1890 († 18 septembre 1897).
  - Valeriano Malfatti (it), homme politique italien († 17 ou 18 octobre 1931).
  - Alfredo Vicenti (es), journaliste, médecin et poète espagnol († 30 septembre 1916).
- 1851 : Marguerite de Savoie, reine d’Italie de 1878 à 1900, épouse du roi Humbert Ier († 4 janvier 1926).
- 1853 : Oskar Potiorek, militaire autrichien († 17 décembre 1933).
- 1854 : Camillo De Riso, acteur et directeur de théâtre italien († 2 avril 1924).
- 1855 :
  - Josiah Royce, philosophe américain († 14 septembre 1916).
  - Emil Marriot (de) (Emilie Mataja dite), auteure autrichienne († 5 mai 1938).
  - Michalina Stefanowska, neurophysiologiste et biologiste polonaise († 15 décembre 1942).
- 1857 : Alessandro Chiappelli (it), enseignant et homme politique italien († 4 novembre 1931).
- 1858 :
  - Selma Lagerlöf, auteure suédoise, prix Nobel de littérature en 1909 († 16 mars 1940).
  - Nikolaï Nikolaevitch Martos (it) (Николай Николаевич Мартос), militaire russe († 14 octobre 1933).
  - Eleanor Towzey « Nellie » Stewart (de), actrice et chanteuse australienne († 21 juin 1931).
  - Franz Zorn von Bulach, prélat, diplomate et homme politique allemand († 13 janvier 1925).
- 1860 : José Figueroa Alcorta, avocat et homme politique argentin, président de la Nation argentine de 1906 à 1910 († 27 décembre 1931).
- 1861 :
  - Camillo Laurenti, cardinal italien († 6 septembre 1938).
  - Guido Rey, alpiniste, écrivain et photographe italien († 24 juin 1935).
- 1862 :
  - Walter Norris Congreve, militaire anglais († 28 février 1927).
  - Georges Palante, philosophe et sociologue français († 5 août 1925).
  - Edvard Westermarck, athropologue finlandais († 3 septembre 1939).
- 1863 :
  - Ottavio Lanza Branciforte (it), homme politique italien († 8 juin 1938).
  - Isaia Levi (it), homme politique italien († 6 mars 1949).
- 1864 :
  - Percy Cox, militaire et fonctionnaire anglais († 20 février 1937).
  - Gerhard Wilhelm Kernkamp (nl), historien néerlandais († 9 octobre 1943).
- 1865 : Giovanni Cattaneo (it), militaire et homme politique italien († 3 décembre 1944).
- 1866 :
  - Henry Hammond (en), footballeur anglais († 16 juin 1910).
  - Kenesaw Mountain Landis, juriste américain, premier commissaire du baseball majeur († 25 novembre 1944).
  - Marie-Laetitia Bonaparte, duchesse d’Aoste de 1888 à 1926 († 25 octobre 1926).
- 1867 :
  - Patrick Joseph Hayes, cardinal américain, archevêque de New York de 1919 à 1938 († 4 septembre 1938).
  - Pietro Milone (it), poète italien († 4 novembre 1933).
- 1868 : August Euler (de), aviateur allemand († 1er juillet 1957).
- 1869 :
  - Antonino Anile, anatomiste, écrivain et homme politique italien († 26 septembre 1943).
  - Clark Griffith (en), joueur et entraîneur de baseball américain († 27 octobre 1955).
  - Zinaïda Hippius (Зинаи́да Никола́евна Ги́ппиус), poétesse, critique littéraire, dramaturge et écrivain russe († 9 septembre 1945).
  - Josaphata Micheline Hordashevska (Йосафа́та Михайлина Гордашевська), religieuse ukrainienne († 7 avril 1919).
- 1871 :
  - William Heard Kilpatrick, pédagogue américain († 13 février 1965).
  - August Weberbauer, naturaliste et botaniste allemand (° 1948).
- 1872 : Pietro Ago (it), militaire et homme politique italien († 4 janvier 1966).
- 1873 :
  - Ramón Castillo, homme politique, avocat et diplomate argentin, président de la République argentine du 27 juin 1942 à 1943 († 10 octobre 1944).
  - Georges Caussade, pédagogue et compositeur français († 5 août 1936).
  - Walter Evans Edge, homme politique américain, gouverneur du New Jersey et ambassadeur des États-Unis en France de 1929 à 1933 († 29 octobre 1956).
  - Daniel Gregory Mason, compositeur, critique musical et musicologue américain († 4 décembre 1953).
- 1874 :
  - James Michael Curley, juriste et homme politique américain, gouverneur du Massachusetts de 1935 à 1937 et quatre fois maire de Boston († 12 novembre 1958).
  - Carlo Iberti (it), auteur italien († 27 novembre 1946).
- 1875 : Friedrich-Werner von der Schulenburg, diplomate allemand, ambassadeur en Russie de 1934 à 1941 († 10 novembre 1944).
- 1876 :
  - Francesco La Grassa (it), architecte et ingénieur italien († 20 décembre 1952).
  - Rudolf Koch, typographe allemand († 9 avril 1934).
- 1877 : Herbert Pitman, marin anglais († 7 décembre 1961).
- 1878 : Umberto Somma (it), militaire et homme politique italien († 31 décembre 1955).
- 1879 :
  - Heinrich Lilienfein (de), auteur et militaire allemand († 20 décembre 1952).
  - Mario Maratelli (it), agronome italien († 20 avril 1955).
- 1880 :
  - George McBride (en), joueur et entraîneur de baseball américain († 2 juillet 1973).
  - Ubaldo Formentini (it), historien, archéologue et homme politique italien († 9 février 1958).
- 1881 :
  - Arthur Marshall, pianiste et compositeur américain († 18 août 1968).
  - Irakli Tsereteli (ირაკლი გიორგის ძე წერეთელი), homme politique géorgien († 20 mai 1959).
- 1882 :
  - Andrew James « Andy » Coakley (en), joueur et entraîneur de baseball américain († 27 septembre 1963).
  - Margarete « Grete » Dierkes (de), soprano allemande († 2 juillet 1957).
  - Izz al-Din al-Qassam (عزّ الدين القسّام), imam syrien et militant de la cause palestinienne († 20 novembre 1935).
  - Ernestas Galvanauskas, homme politique lituanien, Premier ministre de Lituanie († 24 juillet 1967).
- 1883 :
  - Alcibíades Arosemena, homme politique panaméen, président de la république du Panama de 1951 à 1952 († 8 avril 1958).
  - Edwin August, acteur, réalisateur et scénariste américain († 4 mars 1964).
  - Umberto Cipollone (it), avocat italien († 28 mai 1960).
  - Gaetano Antonio « Tony » Gaudio, directeur de la photographie et réalisateur italo-américain († 10 août 1951).
  - Theodor Roemer (de), agronome allemand († 3 septembre 1951).
- 1884 :
  - Fabio Filzi (it), soldat italien († 12 juillet 1916).
  - Norman Thomas, homme politique et pasteur américain († 19 décembre 1968).
- 1885 :
  - Olive Dennis (en), ingénieure américaine († 5 novembre 1957).
  - George Holley, footballeur anglais († 27 août 1942).
  - Hermann Keller, compositeur et musicologue allemand († 17 août 1967).
  - Guglielmo Sinaz (it) (Guglielmo Zanasi dit), acteur italien († 5 février 1947).
  - Guillaume de Tarde (it), économiste et écrivain français († 7 mars 1989).
- 1886 :
  - Karl von Frisch, éthologue et zoologue autrichien, prix Nobel de physiologie ou médecine en 1973 († 12 juin 1982).
  - Bray Hammond, historien et auteur américain, prix Pulitzer d'histoire en 1958 († 20 juillet 1968).
  - Robert Hunter, golfeur américain († 28 mars 1971).
  - Cesare Sabelli (it), aviateur italien († 8 mai 1984).
  - Alexandre Stavisky, escroc français d'origine polonaise († 8 janvier 1934).
- 1887 :
  - Jean Ducret, footballeur français († 19 novembre 1975).
  - Annibale Ninchi, acteur et écrivain italien († 15 janvier 1967).
  - Flora Perini (it), mezzosoprano italienne († septembre 1975).
  - Alexander « Eck » Robertson, violoniste américain, pionnier de la musique country († 15 février 1975).
- 1888 : Eva Zona (it), écrivaine et traductrice italienne († 9 décembre 1973).
- 1889 :
  - Bruno Giacconi (it), militaire et homme politique italien († 25 février 1957).
  - Edwin Hubble, astronome américain († 28 septembre 1953).
- 1890 :
  - Hermann Adler (de), militaire allemand († 26 janvier 1967).
  - Robert Armstrong, acteur américain († 20 avril 1973).
  - Lauri Tanner (en), gymnaste et footballeur finlandais († 11 juillet 1950).
- 1891 :
  - Antonio Bruno (it), poète et écrivain italien († 28 août 1932).
  - Reginald Denny, acteur anglais († 16 juin 1967).
  - Agapito Marazuela (es), musicien et musicologue espagnol († 24 février 1983).
  - Giuseppe Merlin (it), boxeur et athlète italien († 7 mai 1967).
- 1892 :
  - Theo Aeckerle (de), peintre, dessinateur, plasticien et lithographe allemand († 3 janvier 1966).
  - James Collip, biochimiste canadien, co-découvreur de l’insuline († 19 juin 1965).
  - Erik Nölting, homme politique allemand († 15 juillet 1953).
  - Grete Reiner (de), traductrice et éditrice allemande († 9 mars 1944).
  - Tótila Albert Schneider, sculpteur chilien († 27 septembre 1967).
- 1893 :
  - André Bloch, mathématicien français († 11 octobre 1948).
  - Zita Fumagalli Riva (it), soprano italienne († 12 octobre 1994).
- 1894 : Carl Mayer, scénariste autrichien († 1er juillet 1944).
- 1895 : Pierre Cot, homme politique français († 21 août 1977).
- 1896 : Tatsuo Hayashi, (林 達夫), philosophe et critique littéraire et culturel japonais († 25 avril 1984).
- 1897 :
  - Germaine Krull, photographe allemande († 31 juillet 1985).
  - ou 10 décembre 1899, Nicanor Villalta, matador espagnol († 6 janvier 1980).
- 1898 :
  - Grace Darmond, actrice américaine († 8 octobre 1963).
  - Richmond Landon, athlète américain, champion olympique au saut en hauteur en 1920 († 13 juin 1971).
  - Antenore Negri (it), athlète italien († 9 février 1970).
  - Rod La Rocque (Roderick la Rocque de la Rour dit), acteur américain († 15 octobre 1969).
  - Erich Schröder (de), footballeur allemand († 24 décembre 1975).
  - Alberto Suppici, entraîneur de football uruguayen († 21 juin 1981).
- 1899 :
  - Angelika Hoerle, peintre et graphiste allemande († 9 septembre 1923).
  - Alice Kotowska, religieuse polonaise († 11 novembre 1939).
- 1900 :
  - Jean d'Aulan, aviateur et résistant français († 8 octobre 1944).
  - Eugène Bossilkov (Евгений Левиджов Босилков), évêque bulgare († 11 novembre 1952).
  - Chester Gould, auteur américain de comic-strip et créateur de Dick Tracy († 11 mai 1985).
  - Raffaele Manganiello (it), dirigeant sportif et homme politique italien († 14 septembre 1944).

### XXesiècle
- 1901 :
  - José Andrade, footballeur uruguayen († 5 octobre 1957).
  - Mario Balistreri (it), mafieux américain († 17 novembre 1979).
  - Alberto Chiarugi (it), botaniste italien († 25 février 1960).
  - Pino Zaccheria (it), basketteur italien († 4 avril 1941).
- 1902 :
  - Erik Eriksen, homme politique danois, Premier ministre du Danemark de 1950 à 1953 († 7 octobre 1972).
  - Jean Painlevé, réalisateur et biologiste français († 2 juillet 1989).
- 1903 :
  - Anton Bilek (de), footballeur autrichien († 28 novembre 1991).
  - Lansdell Christie (it), homme d’affaires américain († 16 novembre 1965).
  - Alexandra Danilova (Александра Дионисьевна Данилова), ballerine et chorégraphe russe († 13 juillet 1997).
  - Leo Menardi, réalisateur et scénariste italien († 11 décembre 1954).
- 1904 :
  - Lester Ben « Benny » Binion (en), homme d’affaires américain († 25 décembre 1989).
  - Dionisio Calvo, basketteur, entraîneur et nageur philippin († 9 décembre 1977).
- 1905 : Minocher Rustom « Minoo » Masani (en) (મીનોચર રુસ્તમ મીનૂ મસાની), juriste et homme politique indien († 27 mai 1998).
- 1907 :
  - Frances Helen « Fran » Allison, actrice et chanteuse américaine († 13 juin 1989).
  - Henri-Georges Clouzot, cinéaste français († 12 janvier 1977).
- 1908 : Alistair Cooke, journaliste et télédiffuseur anglo-américain († 30 mars 2004).
- 1910 : Willem Jacob van Stockum (en), mathématicien néerlandais († 10 juin 1944).
- 1911 : Jean Shiley, athlète américaine, championne olympique du saut en hauteur († 11 mars 1998).
- 1912 : 
  - Otto de Habsbourg-Lorraine, fils aîné du dernier empereur d'Autriche-Hongrie, descendant des ducs de Lorraine († 4 juillet 2011).
  - Dezső Zádor, pianiste, chef d'orchestre et compositeur ougrio-ukrainien († 16 septembre 1985).
- 1913 :
  - Juliette « Judy » Canova, actrice américaine († 5 août 1983).
  - Kostas Choumis (en) (Κώστας Χούμης), footballeur grec († 20 juillet 1981).
- 1914 :
  - Charles Berlitz, enquêteur américain du paranormal († 18 décembre 2003).
  - Emilio Pucci, styliste et homme politique italien († 29 novembre 1992).
- 1915 :
  - Kon Ichikawa (市川 崑), cinéaste japonais († 13 février 2008).
  - Hu Yaobang (胡耀邦), homme politique chinois, secrétaire général du Parti communiste chinois de 1980 à 1987 († 15 avril 1989).
- 1916 :
  - Michael Joseph Ingelido (en), militaire américain († 28 avril 2015).
  - Evelyn Keyes, actrice américaine († 4 juillet 2008).
- 1917 :
  - Robert Byrd, juriste et homme politique américain († 28 juin 2010).
  - Arthur D'Arcy « Bobby » Locke, golfeur sud-africain († 9 mars 1987).
- 1918 :
  - Corita Kent, religieuse, artiste et pédagogue américaine († 18 septembre 1986).
  - Joseph Malta, bourreau américain († 6 janvier 1999).
- 1919 :
  - Lucilla Andrews (en), infirmière et auteure égypto-écossaise († 3 octobre 2006).
  - Alan Brown, pilote automobile anglais († 20 janvier 2004).
  - Maurice Delorme, évêque catholique français, évêque auxiliaire émérite de Lyon de 1975 à 1994 († 27 décembre 2012).
  - Phyllis Thaxter, actrice américaine († 14 août 2012).
- 1921 : 
  - Earling Carothers « Jim » Garrison, procureur américain († 21 octobre 1992).
  - Frédéric Trescases, international de rugby († 26 juillet 2014).
- 1923 :
  - Danny Dayton (en) (Daniel David Segall dit), acteur et réalisateur américain († 6 février 1999).
  - Nadine Gordimer, romancière sud-africaine, prix Nobel de littérature en 1991 († 14 juillet 2014).
  - Claude Lebey, journaliste, chroniqueur et éditeur gastronomique français († 10 janvier 2017).
- 1924 :
  - Karen Harup, nageuse danoise, championne olympique († 19 juillet 2009).
  - Benoît Mandelbrot, mathématicien français († 14 octobre 2010).
  - Hendrikus « Henk » Vredeling, agronome et homme politique néerlandais, ministre de la Défense de 1973 à 1977 († 27 octobre 2007).
- 1925 :
  - Kaye Ballard (en) (Catherine Gloria Balotta dite), actrice et chanteuse américaine († 21 janvier 2019).
  - George Barris (George Salapatas dit), ingénieur et stylicien américain († 5 novembre 2015).
  - June Christy (Shirley Luster dite), chanteuse de jazz américaine († 21 juin 1990).
  - Robert « Bobby » Kennedy, homme politique américain, procureur général des États-Unis de 1961 à 1964 († 6 juin 1968).
  - Maïa Plissetskaïa (Майя Михайловна Плисецкая), danseuse, chorégraphe, actrice et écrivaine russe († 2 mai 2015).
  - Johanna Quaas (de) (née Johanna Geißler), gymnaste allemande doyenne de sa discipline.
- 1926 :
  - Choi Eun-hee, actrice sud-coréenne († 16 avril 2018).
  - John Gardner, auteur anglais († 3 août 2007).
  - Terence « Terry » Hall (en), ventriloque anglais († 3 avril 2007).
  - Édouard Leclerc, homme d'affaires français († 17 septembre 2012).
  - Judith Magre ou Simone Chambord (Simone Dupuis dite), actrice française.
  - Tôn Thất Đính (en), militaire vietnamien († 21 novembre 2013).
- 1927 :
  - Ed Freeman (en), militaire américain († 20 août 2008).
  - Estelle Parsons, actrice américaine.
- 1928
  - Alexeï Batalov (Алексе́й Влади́мирович Бата́лов), cinéaste russe († 15 juin 2017).
  - Franklin Cover, acteur américain († 5 février 2006).
  - Pete Rademacher, boxeur poids lourd américain, champion olympique († 4 juin 2020).
- 1929 :
  - Penelope Hobhouse, auteure et jardinière irlandaise.
  - Donald Ray « Don » January (en), golfeur et architecte américain.
- 1930 :
  - Bernard Horsfall, acteur anglais († 28 janvier 2013).
  - Saybattal Mursalimov, cavalier soviétique de concours complet († 20 juillet 2014).
  - Claude « Curly » Putman Jr., chanteur et compositeur américain de musique country († 30 octobre 2016).
- 1932 : Richard Dawson (Colin Lionel Emm dit), acteur, humoriste et animateur de télévision américain († 2 juin 2012).
- 1934 : 
  - Paco Ibañez, chanteur espagnol.
  - Enrique Macaya Marquez (es), journaliste et commentateur sportif argentin de 17 coupes du monde de football de Suède 1958 à Qatar 2022 (record FIFA).
- 1935 :
  - Pierre Bedelian, footballeur français.
  - Imre Makovecz, architecte hongrois († 27 septembre 2011).
- 1936 :
  - Donald Richard « Don » DeLillo, auteur américain.
  - Charles Robert Larson (en), militaire américain († 26 juillet 2014).
  - Roger Naslain, chimiste français.
- 1937 :
  - Rhys Isaac, historien et auteur sud-africain, prix Pulitzer d'histoire en 1983 († 6 octobre 2010).
  - René Kollo, ténor allemand.
  - Ruth Laredo, pianiste américain († 25 mai 2005).
  - Eero Mäntyranta, skieur finlandais, plusieurs fois médaillé († 29 décembre 2013).
  - Victoria Tokareva (Виктория Самойловна Токарева), auteure russe.
- 1938 : Richard Remick « Dick » Smothers (en), acteur et musicien américain.
- 1939 :
  - Copi (Raúl Damonte Botana dit), dessinateur de bandes dessinées, auteur dramatique et écrivain argentin († 14 décembre 1987).
  - Philippe Ogouz, acteur et metteur en scène français († 25 juillet 2019).
  - Jan Szczepański, boxeur polonais, champion olympique († 15 janvier 2017).
- 1940 :
  - Ediz Hun (tr), acteur et homme politique turc.
  - Helma Sanders-Brahms, cinéaste allemand († 27 mai 2014).
- 1941 :
  - Daniel Jacoby, haut fonctionnaire québécois d'origine française († 3 septembre 2013).
  - Haseena Moin (en) (حسینہ معین), dramaturge et scénariste pakistanaise († 26 mars 2021).
  - Oliver Sipple, militaire et militant américain († 2 février 1989).
- 1942 :
  - Joseph Robinette « Joe » Biden, Jr., homme politique et élu américain, vice-président puis 46e président des États-Unis depuis le 20 janvier 2021.
  - Stewart Robert « Bob » Einstein, acteur, producteur et scénariste américain († 20 janvier 2019).
  - Norman Greenbaum, chanteur et auteur-compositeur américain.
  - Meredith Monk, compositrice et chorégraphe américaine.
- 1943 : Veronica Hamel, actrice et mannequin américaine.
- 1944 :
  - Louie Dampier, basketteur et entraîneur américain.
  - Donald DiFrancesco, homme politique et juriste américain, gouverneur du New Jersey de 2001 à 2002.
  - Michael William Hugh « Mike » Vernon, producteur musical anglais.
- 1945 :
  - Paul Langford (en), historien anglais († 27 juillet 2015).
  - Robert James « Rick » Monday, Jr., joueur de baseball américain.
  - Joan « Nanette » Workman, chanteuse et actrice canadienne d’origine américaine.
- 1946 :
  - Duane Allman, guitariste américain († 29 octobre 1971).
  - Gregory Lynn « Greg » Cook, joueur américain de football américain († 27 janvier 2012).
  - Cyrille de Moscou (Vladimir Mikhaïlovitch Goundiaïev / Влади́мир Миха́йлович Гундя́ев dit [Kyril], ou), patriarche de l’Église orthodoxe russe depuis 2009.
  - Robert John « Bob » Murdoch, joueur et entraîneur de hockey sur glace canadien.
  - Judith Judy » Woodruff (en), journaliste et présentatrice américaine.
  - Samuel E. Wright, acteur et doubleur américain († 24 mai 2021).
- 1947 :
  - Peter Mellor (en), footballeur anglais.
  - Laurent Schaffter, homme politique suisse.
  - Joseph Fidler « Joe » Walsh, chanteur, compositeur et guitariste américain du groupe Eagles.
- 1948 :
  - John Robert Bolton, juriste et diplomate américain.
  - Park Chul-soo (박철수), cinéaste sud-coréen († 19 février 2013).
  - Barbara Hendricks, cantatrice soprano américaine.
  - Richard Masur, acteur américain.
  - Gunnar Nilsson, pilote automobile suédois († 20 octobre 1978).
- 1949 :
  - Kenneth Donald Cameron, astronaute américain.
  - Jeff Dowd, producteur de cinéma et militant politique américain.
  - Thelma Drake (en), femme politique américaine.
- 1951 :
  - Rodger Bumpass, acteur et chanteur américain.
  - David Walters, homme politique et d’affaires américain, gouverneur de l'Oklahoma de 1991 à 1995.
- 1952 : John Van Boxmeer, hockeyeur professionnel canadien.
- 1954 :
  - Berit Andnor (en), femme politique suédoise, ministre de la Santé et des Affaires sociales de 2004 à 2006.
  - Steven Robert « Steve » Dahl (en), présentateur radiophonique et humoriste américain.
  - Francesco Antonio « Frank » Marino, guitariste canadien.
  - Gervais Martel, homme d'affaires français et président de club de football.
  - Antonina Koshel, gymnaste soviétique, championne olympique.
- 1956 :
  - Bo Derek (Mary Cathleen Collins dite), actrice américaine.
  - Gareth Chilcott, joueur de rugby anglais.
  - Marcus Dell « Mark » Gastineau, boxeur et joueur américain de football américain.
  - K.K. Shailaja, politicienne indienne.
  - Natalia Lvovna « Natasha » Vlassenko (en) (Ната́лья Льво́вна Вла́сенко), pianiste russo-australienne.
- 1957 :
  - Stefan Bellof, pilote automobile allemand († 1er septembre 1985).
  - Michael Anthony « Mike » Craven (en), footballeur anglais.
  - John Eriksen, footballeur danois († 12 février 2002).
  - Jean-Marc Furlan, footballeur puis entraîneur français.
- 1958 : Rickson Gracie, expert brésilien en MMA et en jiu-jitsu brésilien.
- 1959 :
  - Orlando Figes, historien anglais.
  - Jim McGovern, homme politique américain.
  - Lori Saint-Martin, écrivaine, traductrice et critique littéraire québécoise († 21 octobre 2022).
  - Franz-Peter Tebartz-van Elst, prélat allemand, évêque de Limburg de 2008 à 2014.
  - Mary Sean Young, actrice américaine.
- 1960 : 
  - Marc Labrèche, acteur et animateur québécois.
  - Bruno Retailleau, homme politique français.
- 1961 :
  - Jim Brickman, pianiste et compositeur américain.
  - Khamphao Ernthavanh (ຄໍາເພົາ ເອີນທະວັນ), femme politique laotienne
  - Tim Harvey (en), pilote automobile anglais.
  - Phil Joanou, réalisateur américain.
  - Larry Karaszewski, cinéaste américain.
  - David « Dave » Watson, footballeur et entraîneur anglais.
- 1962 : Peng Liyuan (彭丽媛), chanteuse de variété chinoise et épouse du président chinois Xi Jinping.
- 1963 :
  - Bryant Timothy « Tim » Gavin, joueur de rugby australien.
  - Timothy Gowers, mathématicien anglais.
  - Ming-Na Wen (温明娜), actrice sino-américain.
  - Wan Yanhai (万延海), militant chinois pour la prévention du Sida et en faveur des droits des LGBT.
- 1964 :
  - Boris Dežulović (en), journaliste et écrivain croate.
  - Sophie Fillières, réalisatrice et scénariste française.
  - Douglas Bruce « Doug » Ford, Jr., homme d’affaires et politique canadien.
  - John MacLean, hockeyeur et entraîneur canadien.
  - Mark Taylor (en), footballeur anglais.
- 1965 :
  - Mike D (Michael Diamond dit), rappeur et musicien américain.
  - Sen Dog (Senen Reyes dit), rappeur cubano-américain.
  - James « Jimmy » Vasser, pilote automobile américain.
  - Yoshiki (Yoshiki Hayashi / 林佳樹 dit), batteur et pianiste du groupe X Japan.
- 1966 :
  - Kevin Gilbert, chanteur, musicien et compositeur américain († 18 mai 1996).
  - Jill Thompson, bédéiste américaine.
- 1967 :
  - Robert Ken Woo Jr., civil américain présenté comme le 200 000 000e Américain.
  - Chris Childs (en), basketteur américain.
  - Tareq « Tarique » Rahman (তারেক রহমান), homme politique et d’affaires bangladais.
  - Teoman (Fazlı Teoman Yakupoğlu dit), chanteur turc.
- 1968 :
  - Tommy Asinga, athlète surinamais.
  - Goya Kitenge Bijoux, femme politique congolaise.
  - Robin Canup, astrophysicien et astronome américain.
  - James Dutton, astronaute américain.
  - Jeffrey Gail « Jeff » Tarango, joueur de tennis américain.
- 1969 :
  - Chris Harris (en), joueur de cricket néo-zélandais.
  - Calliope « Callie » Thorne, actrice américaine.
- 1970 :
  - Matthew Roy « Matt » Blunt, militaire et homme politique américain, gouverneur du Missouri de 2005 à 2009.
  - Phife Dawg (Malik Izaak Taylor dit), rappeur américain († 22 mars 2016).
  - Delia Gonzalez (en), boxeuse américaine.
  - Stéphane Houdet, vétérinaire français et joueur de tennis en fauteuil roulant..
  - Geoffrey Keezer (en), pianiste américain.
  - Sabrina Lloyd, actrice américaine.
  - Gunnar Solka, acteur allemand.
  - Joseph « Joe » Zaso (en), acteur et producteur américain.
- 1971 :
  - Joseph Scott « Joey » Galloway, joueur américain de football américain.
  - Joel McHale, acteur et producteur américain.
  - Dion Nash (en), joueur de cricket néo-zélandais.
  - Marco Oppedisano (en), guitariste et compositeur américain.
- 1972 :
  - Jérôme Alonzo, footballeur français.
  - Yanick Dupré, hockeyeur professionnel québécois († 16 août 1997).
  - Sheema Kalbasi (شیما کلباسی), poétesse, réalisatrice et militante iranienne.
- 1973 :
  - Angelica Bridges, actrice et chanteuse américaine.
  - Neil Hodgson, pilote automobile anglais.
- 1974 : 
  - Taavi Veskimägi (et), homme d’affaires et politique estonien.
  - Drew Ginn, rameur d'aviron australien, triple champion olympique.
- 1975 :
  - Frederick Dierks Bentley, chanteur et guitariste américain.
  - Ryan Bowen, basketteur et entraîneur américain.
  - David Jonathan « J. D. » Drew, joueur de baseball américain.
  - Joshua Gomez, acteur américain.
  - Sébastien Hamel, footballeur français.
  - Davey Havok (David Paden Marchand dit), chanteur américain.
- 1976 :
  - Mahmud Anjum Asrar (en), bédéiste turc.
  - Dominique Dawes, gymnaste et actrice américaine, plusieurs fois médaillée.
  - Laura Harris, actrice canadienne.
- 1977 :
  - Rudy Charles (en) (Daniel Engler dit), arbitre américain.
  - Daniel Svensson, batteur suédois.
  - Joshua Otis « Josh » Turner, chanteur, guitariste et acteur américain.
- 1978 :
  - Freya Lim (en) (林凡), chanteuse et disc-jockey malaisienne.
  - Nadine Velazquez, actrice et mannequin américain.
- 1979 :
  - Maree Bowden (en), joueuse de netball néo-zélandaise.
  - Joseph Hallman (en), compositeur américain.
  - Jacob Pitts, acteur américain.
- 1980 :
  - James Chambers, footballeur anglais.
  - Eiko Koike (小池 栄子), actrice japonaise.
  - Eoin Reddan, joueur de rugby irlandais.
- 1981 :
  - Carlos Boozer, basketteur américain.
  - Samuel Babson « Sam » Fuld, joueur de baseball américain.
  - Ibrahim Toraman, footballeur turc.
- 1982 : Rémi Mathis, bibliothécaire et historien français.
- 1984 :
  - Tashard Choice (en), joueur américain de football américain.
  - Justin Hoyte, footballeur anglais.
  - Cartier Martin, basketteur américain.
  - Ferdinando Monfardini, pilote automobile italien.
- 1985 : Juan Cruz Álvarez, pilote automobile argentin.
- 1986 :
  - Ashley Fink, actrice et chanteuse américaine.
  - Özer Hurmacı, footballeur turc.
  - Andrew Ranger, pilote de course automobile québécois en séries Champ Car et NASCAR.
  - Oliver Sykes, chanteur anglais.
  - Jaina Lee Ortiz, actrice et danseuse américaine, premier rôle féminin de Grey's Anatomy: Station 19
- 1987 : Lucien van Geffen, acteur néerlandais.
- 1988 : Maximillian Kolenda « Max » Pacioretty, hockeyeur professionnel américain.
- 1989 :
  - Agon Mehmeti, footballeur suédois.
  - Sergueï Polounine, danseur ukrainien.
- 1990 :
  - Mark Christian, cycliste britannique.
  - David Washington, joueur de baseball américain.
- 1991 :
  - Anthony Knockaert, footballeur français.
  - Tim Simona, joueur de rugby néo-zélandais.
- 1992 :
  - Maiha Ishimura (石村 舞波), chanteuse et actrice japonaise.
  - Gaku Matsuda (en) (松田 岳), acteur japonais.
  - Georges Tomb, compositeur et pianiste libanais.
- 1993 :
  - Junior Paulo, joueur de rugby néo-zélandais.
  - Sumire Satō (佐藤 すみれ), actrice et chanteuse japonaise.
- 1994 :
  - Timothy Kitum, athlète kényan.
  - Fadwa Sidi Madane, athlète marocaine.
- 1995 : Michael Clifford, chanteur et guitariste australien.
- 1997 : Kóstas Antetokoúnmpo joueur grec de basket-ball.
- 2000 : Connie Talbot, chanteuse anglaise.

### XXIesiècle
- 2001 : Fatima Zahra Benzekri, coureuse cycliste marocaine.

## Décès

### IXesiècle
- 811 : Li Fan (en) (李藩), homme politique chinois (° 754).
- 855 : Théoctiste le Logothète (Θεόκτιστος), courtisan byzantin (° date inconnue).
- 870 : Edmond dit « saint Edmond », roi d'Est-Anglie, tué après la bataille de Thetford (° 840).

### XIesiècle
- 1008 : Geoffroi Ier de Bretagne, duc de Bretagne de 992 à 1008 (° vers 980).
- 1022 : Bernward de Hildesheim, évêque et saint allemand (° vers 960).
- 1084 : Otton II de Montferrat, marquis de Montferrat de 1042 à 1084 (° vers 1015)

### XIVesiècle
- 1314 : Albert II, margrave de Misnie de 1288 à 1291, landgrave de Thuringe de 1265 à 1307 et comte palatin de Saxe de 1265 à 1281 (° 1240).

### XVesiècle
- 1437 : Thomas Langley, évêque et homme politique anglais, Lord chancelier d’Angleterre et évêque de Durham (° vers 1363).

### XVIesiècle
- 1518 :
  - Marmaduke Constable (en), courtisan et militaire anglais (° vers 1456/1457).
  - Pierre de la Rue, compositeur belge (° vers 1460).
- 1523 : Pellegrino Aretusi, peintre italien (° vers 1460).
- 1591 : Christopher Hatton, homme politique anglais, Lord chancelier d’Angleterre (° 1540).
- 1593 : Hans Bol, artiste flamand (° 16 décembre 1534).

### XVIIesiècle
- 1612 : John Harington, courtisan anglais (° 4 août 1561).
- 1651 : Mikołaj Potocki, magnat polonais (° vers 1595).
- 1662 : Léopold-Guillaume de Habsbourg, noble, militaire et religieux autrichien, gouverneur général des Pays-Bas espagnols et évêque de Strasbourg (° 5 janvier 1614).
- 1695 : Zumbi dos Palmares, roi du Quilombo dos Palmares de 1680 à 1695 (° 1655).

### XVIIIesiècle
- 1704 : Charles Plumier, botaniste et voyageur français (° 20 avril 1646).
- 1737 : Caroline d'Ansbach, reine-consort de Grande-Bretagne de 1727 à 1737 (° 1er mars 1683).
- 1741 : le cardinal de Polignac (Melchior de Polignac dit), grand orateur, poète et physicien (° 11 octobre 1661).
- 1758 : Johan Helmich Roman, violoniste et compositeur suédois (° 26 octobre 1694).
- 1764 : Christian Goldbach, mathématicien allemand (° 18 mars 1690).
- 1778 : Francesco Cetti, prêtre jésuite, zoologiste et mathématicien italien (° 9 août 1726).
- 1787 : François-Gaston de Lévis, chevalier puis duc de Lévis, maréchal de France (° 20 août 1719).

### XIXesiècle
- 1824 : Carl Axel Arrhenius, chimiste suédois (° 29 mars 1757).
- 1829 : Manuel Parra, matador espagnol (° 7 mars 1797).
- 1847 : Guillaume II de Hesse-Cassel, prince-électeur de Hesse-Cassel (° 28 juillet 1777).
- 1856 : Farkas Bolyai, mathématicien hongrois (° 9 février 1775).
- 1864 : Albert Newsam (en), peintre américain (° 20 mai 1809).
- 1865 : Carlo Vittadini médecin et mycologue italien (° 11 juin 1800).
- 1874 : Charles-Ferdinand d'Autriche-Teschen, noble et militaire austro-hongrois (° 29 juillet 1818).
- 1886 : 
  - William Bliss Baker, peintre américain (° 27 novembre 1859).
  - Rebecca Solomon, peintre britannique (° 26 septembre 1832).
- 1894 : Anton Rubinstein (Антон Григорьевич Рубинштейн), compositeur, pianiste et chef d'orchestre russe (° 28 novembre 1829).
- 1895 : Jean-François Florent Seigland, général de brigade français (° 1er août 1825).
- 1898 : John Fowler, 1er baronnet, ingénieur anglais (° 15 juillet 1817).

### XXesiècle
- 1903 : Gaston de Chasseloup-Laubat, pilote automobile français (° 1867).
- 1908 : Gueorgui Voronoï (Георгий Феодосьевич Вороной), mathématicien ukrainien (° 28 avril 1868).
- 1910 : Léon Tolstoï (Лев Никола́евич Толсто́й), écrivain russe (° 9 septembre 1828).
- 1918 : John Bauer, peintre suédois (° 4 juin 1882).
- 1924 : Thomas Harper Ince, cinéaste américain (° 6 novembre 1882)
- 1925 : Alexandra de Danemark, fille du roi Christian IX, reine d'Angleterre, veuve du roi Édouard VII du Royaume-Uni (° 1er décembre 1844).
- 1934 : Willem de Sitter, mathématicien, physicien et astronome néerlandais (° 6 mai 1872).
- 1936 :
  - Buenaventura Durruti, anarchiste espagnol (° 14 juillet 1896).
  - José Antonio Primo de Rivera, homme politique espagnol, fondateur de la Phalange espagnole (° 24 avril 1903).
- 1938 : Maud de Galles, fille du roi Édouard VII, reine de Norvège, épouse du roi Haakon VII de Norvège (° 26 novembre 1869).
- 1941 : Elmar Muuk (et), linguiste et auteur estonien (° 26 décembre 1901).
- 1944 : Diego Brosset, général français (° 3 octobre 1898).
- 1945 :
  - Francis William Aston, chimiste et physicien anglais, prix Nobel de chimie en 1922 (° 1er septembre 1877).
  - Percival Albert « Percy » Perrin (en), joueur de cricket anglais (° 26 mai 1876).
- 1950 : Francesco Cilea, compositeur italien (° 23 juillet 1866).
- 1951 : Thomas Quinlan (en), homme d’affaires anglais (° 10 mars 1881).
- 1954 : Clyde Cessna, aviateur et constructeur d'avions américain (° 5 décembre 1879).
- 1957 : Mstislav Doboujinski (Мстислав Валерианович Добужинский), peintre russe (° 14 août 1875).
- 1959 : Alfonso López Pumarejo, homme d'État colombien (° 31 janvier 1886).
- 1962 : Philippe Kieffer, officier français, compagnon de la Libération (° 24 octobre 1899).
- 1964 : Marguerite Jamois, actrice française (° 8 mars 1901).
- 1965 :
  - Johannes Kaiv (en), diplomate estonien (° 8 juillet 1897).
  - Nicole Vedrès (Nicole Henriette Désirée Charlotte Cahen dite), réalisatrice française (° 4 septembre 1911).
- 1972 : Ennio Flaiano, écrivain, scénariste de films, journaliste et critique dramatique italien (° 5 mars 1910).
- 1973 : Allan Sherman, scénariste, producteur et compositeur américain (° 30 novembre 1924).
- 1975 : Francisco Franco, général et homme d’État espagnol, dictateur de 1939 à 1975 (° 4 décembre 1892).
- 1976 :
  - Tetsuro Komai (駒井哲郎), peintre graveur et illustrateur japonais (° 14 juin 1920).
  - Trofim Denissovitch Lyssenko (Трофим Денисович Лысенко), ingénieur agronome soviétique (° 29 septembre 1898).
- 1978 :
  - Giorgio De Chirico, peintre surréaliste italien (° 10 juillet 1888).
  - Vasilisk Gnedov (Васи́лий Ива́нович Гне́дов), poète et soldat russe (° 3 mars 1890).
- 1980 : John McEwen, homme politique et juriste australien, Premier ministre de l’Australie de 1967 à 1968 (° 29 mars 1900).
- 1983 : Marcel Dalio (Marcel-Benoît Blauschild dit), acteur français (° 17 juillet 1900).
- 1984 :
  - Kristian Djurhuus (en), homme politique féroïen, Premier ministre des îles Féroé (° 12 février 1895).
  - Faiz Ahmed Faiz (فیض احمد فیض), poète et journaliste pakistanais (° 13 février 1911).
- 1987 : Paolo Vigna, joueur de football italien (° 9 décembre 1902).
- 1989 : Leonardo Sciascia, écrivain et homme politique italien (° 8 janvier 1921).
- 1992 :
  - Félix Marten, chanteur et acteur français (° 29 octobre 1919).
  - Raul Renter (en), économiste et joueur d’échecs estonien (° 1er août 1920).
- 1994 : Jānis Krūmiņš, basketteur letton (° 30 janvier 1930).
- 1995 :
  - Moshé Catane, bibliothécaire et écrivain français (° 11 juillet 1920).
  - Sergueï Grinkov (Сергей Михайлович Гриньков), patineur russe (° 4 février 1967).
  - Robie Macauley (en), éditeur, romancier et critique littéraire américain (° 31 mai 1919).
- 1996 : Véra Korène (Rebecca Vera Koretzky dite), actrice française (° 17 juillet 1901).
- 1997 :
  - Richard Bernard « Dick » Littlefield (en), joueur de baseball américain (° 18 mars 1926).
  - Robert Palmer, musicien, musicologue et écrivain américain (° 19 juin 1945).
- 1998 : Galina Starovoïtova (Гали́на Васи́льевна Старово́йтова), femme politique, militant et anthropologue russe (° 17 mai 1946).
- 1999 :
  - Amintore Fanfani, homme politique italien, président du Conseil (° 6 février 1908).
  - Marcel de la Sablonnière, prêtre jésuite, ardent défenseur de la jeunesse québécoise (° 21 mai 1918).
- 2000 :
  - Michael John Muuss, informaticien américain, inventeur de Ping (° 16 octobre 1958).
  - Kaarlo Alvar « Kalle » Päätalo, auteur finlandais (° 11 novembre 1919).

### XXIesiècle
- 2003 :
  - Loris Azzaro, couturier et parfumeur italien (° 9 février 1933).
  - David Dacko, homme politique centrafricain, président de la République centrafricaine (° 24 mars 1930).
  - Eugene Kleiner (en), homme d’affaires américain (° 12 mai 1923).
- 2005 :
  - Manoutchehr Atachi (منوچهر آتشی), poète, écrivain et journaliste iranien (° 25 septembre 1931).
  - Henri Tranquille, libraire, écrivain et critique littéraire québécois (° 2 novembre 1916).
  - Christopher Becker « Chris » Whitley, musicien américain (° 31 août 1960).
- 2006 :
  - Robert Altman, réalisateur américain (° 20 février 1925).
  - Zoia Ceaușescu, mathématicienne roumaine (° 28 février 1949).
  - Donald Hamilton, auteur américain (° 24 mars 1916).
  - Andre Waters (en), joueur et entraîneur américain de football américain (° 10 mars 1962).
- 2007 : Ian Smith, homme politique rhodésien, Premier ministre de 1964 à 1979 (° 8 avril 1919).
- 2008 :
  - Bennie Gonzales (en), architecte américain (° 11 juin 1924).
  - Sven Inge (en) (Sven Inge Höglund dit), peintre suédois (° 22 février 1935).
- 2010 :
  - Roxana Briban (en), soprano roumain (° 28 octobre 1971).
  - Chalmers Johnson, auteur américain (° 6 août 1931).
  - Robert William « Rob » Lytle (en), joueur américain de football américain (° 12 novembre 1954).
  - Daniel Eugene « Danny » McDevitt (en), joueur football américain (° 18 novembre 1932).
- 2012 :
  - Kaspars Astašenko, hockeyeur letton (° 17 février 1975).
  - David Casey Copley (en), éditeur américain (° 31 janvier 1952).
  - William Grut, athlète suédois, médaillé olympique (° 17 septembre 1914).
  - David O'Brien Martin (en), homme politique américain (° 26 avril 1944).
- 2013 :
  - Peter Griffiths (en), homme politique et juriste anglais (° 24 mai 1928).
  - Dieter Hildebrandt, acteur allemand (° 23 mai 1927).
  - Frank Lauterbur (en), joueur et entraîneur américain de football américain (° 8 août 1925).
  - Oleg Minko (en) (Олéг Тере́нтійович Мінькó), peintre ukrainien (° 3 août 1938).
  - Klaus Praefcke (en), chimiste allemand (° 3 janvier 1933).
- 2014 :
  - Arthur Butterworth, compositeur et chef d’orchestre anglais (° 4 août 1923).
  - Kenneth Ray Farabee, juriste et homme politique américain (° 22 novembre 1932).
  - Jimmy Heung (向华勝), cinéaste hongkongais (° 1950).
  - Samuel Klein (en), homme d’affaires polono-brésilien (° 15 novembre 1923).
  - Cayetana Fitz-James Stuart, duchesse d'Albe (° 28 mars 1926).
- 2015 :
  - Peter Dimmock (en), producteur et diffuseur anglais (° 6 décembre 1920).
  - Keith Michell, acteur australien (° 1er décembre 1926).
  - Carlos Oroza (es), poète espagnol (° 13 mai 1923).
  - Jim Perry (en) (James Edward Dooley dit), chanteur et présentateur américain (° 9 novembre 1933).
  - Kitanoumi Toshimitsu (Toshimitsu Obata / 小畑 敏満 dit), sumotori japonais (° 16 mai 1953).
- 2016 :
  - Vello Asi, architecte d'intérieur et graphiste estonien (° 18 octobre 1927).
  - Gabriel Badilla, footballeur costaricien (° 30 juin 1984).
  - Wimal Kumara de Costa (en) (විමල් කුමාර ද කොස්තා), acteur srilankais (° 4 juillet 1948).
  - Housseyn Fardjallah (en), athlète algérien (° 16 janvier 1993).
  - Maria Glazovskaïa (Мари́я Альфре́довна Глазо́вская), agrochimiste russe (° 26 janvier 1912).
  - Mita Mohi (en), joueur de rugby et armurier néo-zélandais (° 22 mai 1939).
  - Mitchell George « Mitch » Owens, homme politique canadien, maire d’Ottawa–Carleton de 1984 à 1985 (° 25 mars 1921).
  - Konstantínos Stephanópoulos (Κωνσταντίνος Στεφανόπουλος), homme politique et avocat grec, président de la république de Grèce de 1995 à 2005 (° 15 août 1926).
  - Paul Tourenne, chanteur français du quatuor "Les frères Jacques" (° 25 février 1923).
  - Ivan Živković (en), diplomate serbe (° 1947).
- 2017 :
  - Peter Berling, acteur et écrivain allemand (° 20 mars 1934).
  - Ismaïl Khelil, diplomate, homme politique et économiste tunisien (° 11 juillet 1932).
  - Janusz Wójcik, footballeur et entraîneur polonais (° 18 novembre 1953).
- 2018 :
  - Marie-France Briselance, écrivaine, scénariste et professeur d'université à Bordeaux III (° 29 avril 1945).
  - Aaron Klug, physicien et chimiste britannique, prix Nobel de chimie 1982 (° 11 août 1926).
- 2020 : 
  - Fábio Barreto, réalisateur brésilien (° 6 juin 1957).
  - Jake Burton Carpenter, snowboarder professionnel américain (° 29 avril 1954).
  - Daniel Cordier, marchand d’art, critique, collectionneur, organisateur d’expositions et historien français, avant-dernier compagnon de la Libération doyen, croix de guerre 1939-1945 et grand officier de la Légion d'honneur (° 10 août 1920).
  - Zoltán Dömötör, joueur de water-polo hongrois (° 21 août 1935).
  - Mary Lowe Good, chimiste américaine (° 20 juin 1931).
  - Wataru Misaka, joueur américano-japonais de basket-ball (° 21 décembre 1923).
  - Michael J. Pollard, acteur américain (° 30 mai 1939).
  - Kenneth Calvin « Ken » Schinkel, hockeyeur et entraîneur canadien (° 27 novembre 1932).
  - Marilyn Yalom, historienne américaine (° 10 mars 1932).
- 2021 : Josée Forest-Niesing, Ted Herold, Billy Hinsche, Rita Letendre, Ray McLoughlin.
- 2022 : Gianni Bisiach, Hebe de Bonafini, Hédi Fried, Pascal Josèphe, Jean-Marie Straub.

## Célébrations
- Nations unies :

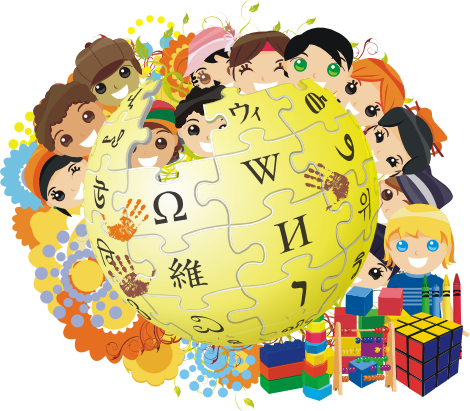
Logo de Wikipédia pour le jour des enfants de 2009

  - journée internationale des droits de l'enfant (illustrée ci-contre).
  - Journée de l'industrialisation de l'Afrique[14].
- Journée du souvenir trans (T-DoR)[15] en mémoire des violences faites aux personnes trans' et intersexes (voir Transgender Day of Remembrance).

- Argentine : día de la soberanía nacional[16] / « journée de la souveraineté nationale » commémorant une bataille de la Vuelta de Obligado.
- Brésil : dia da consciência negra[17] / « journée de la conscience noire » marquant une prise de conscience de l'importance de la communauté noire du Brésil.
- Mexique : día de la revolución[18] / « fête de la Révolution » commémorant le début de la Révolution mexicaine de Francisco I. Madero en 1910.
- Royaume-Uni : Her Majesty's Wedding Anniversary[19] / « anniversaire du mariage de la reine Élisabeth II ».[réf. nécessaire]
- Saint-Verhaegen, Brussel / Bruxelles (Belgique) : jour de fête pour les étudiants de l'université libre de Bruxelles et/ou (de la) Vrije Universiteit Brussel.
- Viêt Nam : Ngày Nhà giáo Việt Nam (vi) / « journée des professeurs ».

### Célébrations religieuses
- Christianisme : station dans la fondation de Justinien avec dédicace de l'église en 543 et lectures de Héb. 3, 1-6 et de Mt. 16, 13 ss dans le lectionnaire de Jérusalem.

### Saints des Églises chrétiennes

#### Saints catholiques et orthodoxes
- Agape († 306), martyr.
- Ampèle et Caïus († v. 302), martyrs.
- Apothème († 389), évêque.
- Autbode († 690), évangélisateur de l'Artois.
- Bernward d'Hildesheim († 1022), évêque.
- Crispin d'Ecija (IVe siècle), évêque et martyr.
- Dasios († 303), martyr.
- Dorus de Bénévent (Ve siècle), évêque.
- Edmond d'Est-Anglie († 870) — ou « Edme » —, roi d'Est-Anglie, qui perd une bataille contre les Danois, et préfère mourir plutôt que d'accepter leurs conditions contraires à sa religion[20].
- Eudon († v. 760), moine.
- Eustathe, Thespessios et Anatole († 300), martyrs en Galatie.
- Grégoire le Décapolite († 842), moine à Thessalonique et à Constantinople.
- Hippolyte de Condat († v. 772), moine.
- Octave, Soluteur et Adventeur († 297), martyrs.
- Sylvestre de Châlon-sur-Saône (VIe siècle), évêque.
- Théoneste de Vercelli († v. 313), évêque et martyr.

#### Saint ou bienheureux des Églises catholiques
- Angèle de saint-Joseph († 1936), bienheureuse religieuse espagnole martyre lors de la guerre civile espagnole.
- Ambroise Traversari († 1439), moine.
- Andrés Solá y Molist († 1927), bienheureux prêtre espagnol mort martyr au Mexique.
- Cyprien de Calami († v. 1190), Abbé.
- François-Xavier Can († 1837), Laïc martyr vietnamien.
- José Trinidad Rangel Montaño († 1927), bienheureux prêtre mexicain mort martyr.
- Leonardo Pérez Larios († 1927), bienheuheux laïc mexicain mort martyr.
- Libérat Weiss († 1716), bienheureux Franciscain bavarois martyr en Éthiopie.
- Marie des Miracles Ortello Gimero († 1936), bienheureuse religieuse espagnole martyre lors de la guerre civile espagnole.
- Marie-Fortunata Viti († 1922), bienheureuse moniale italienne bénédictine.
- Michel-Pie Fasoli († 1716), bienheureux Franciscain italien martyr en Éthiopie.
- Samuel Marzorati († 1716), bienheureux Franciscain italien martyr en Éthiopie.

#### Saints orthodoxes?
aux dates éventuellement différentes dans les calendriers julien, orientaux ... 

### Prénoms du jour
Bonne fête aux Edmond et ses variantes masculines : Eddie, Eddy (comme les Édouard et variantes des 5 janvier), Edmund, Edmundo, Edmondo ; et féminines : Edmonde, Edmondine, Edmonda, Edmunda.
Et aussi aux :
- Bernward (Bernard les 20 août notamment),
- aux Bran,
- Octave, Octavien, Ottaviano, Ottavio ; et leurs formes féminines : Octavia, Octaviana, Octavie, Octavienne, Ottavia, Ottaviana.

## Traditions et superstitions

### Dictons du jour
- « À la Saint-Edmond, le temps n'est pas bon. »[21]
- « Saint-Félix[22] et la Présentation [de la Vierge Marie les lendemains 21 novembre], amènent le froid pour de bon. »[23]
- « Vingt novembre brumeux, hiver rigoureux. »[24]

### Astrologie
- Signe du zodiaque : 29e jour du Scorpion.

## Toponymie
- Les noms de plusieurs voies, places, sites ou édifices de pays ou régions francophones contiennent cette date sous diverses graphies : voir Vingt-Novembre .